# Liste der Monuments historiques in Bagas
Die Liste der Monuments historiques in Bagas führt die Monuments historiques in der französischen Gemeinde Bagas auf.

## Liste der Bauwerke
| Bezeichnung       | Beschreibung | Standort | Kennzeichnung | Schutzstatus | Datum | Bild           |
| ----------------- | ------------ | -------- | ------------- | ------------ | ----- | -------------- |
| Kirche Notre-Dame |              | (Lage)   | PA00083120    | Classé       | 1961  | weitere Bilder |
| Wehrmühle Bagas   |              | (Lage)   | PA00083121    | Inscrit      | 1926  | weitere Bilder |

## Liste der Objekte
| Bezeichnung                      | Beschreibung           | Standort                        | Kennzeichnung | Schutzstatus | Datum | Bild |
| -------------------------------- | ---------------------- | ------------------------------- | ------------- | ------------ | ----- | ---- |
| Wandmalereien                    |                        | in der Kirche Notre-Dame (Lage) | PM33000863    | Classé       | 1961  |      |
| Kapitell, jetzt Weihwasserbecken | Stein, 11. Jahrhundert | in der Kirche Notre-Dame (Lage) | PM33000040    | Classé       | 1971  |      |